# Aittasaari (ö i Lappland, Östra Lappland, lat 66,67, long 27,62)
Aittasaari är en ö i Finland. Den ligger i sjön Kemi träsk och i kommunen Kemijärvi i den ekonomiska regionen  Östra Lapplands ekonomiska region  och landskapet Lappland, i den norra delen av landet, 700 km norr om huvudstaden Helsingfors. Öns area är 0,7 hektar och dess största längd är 120 meter i nord-sydlig riktning.